# Pueblo de Zía
El Pueblo de Zía (en inglés: Zia Pueblo) es un lugar designado por el censo ubicado en el condado de Sandoval en el estado estadounidense de Nuevo México. En el Censo de 2010 tenía una población de 737 habitantes y una densidad poblacional de 10,51 personas por km².

## Geografía
El Pueblo de Zía se encuentra ubicado en las coordenadas 35°31′49″N 106°43′1″O / 35.53028, -106.71694. Según la Oficina del Censo de los Estados Unidos, y tiene una superficie total de 70.13 km², de la cual 70.01 km² corresponden a tierra firme y 0.12 km² (0.17 %) es agua.

## Demografía
Según el censo de 2010, había 737 personas residiendo en el Pueblo de Zía. La densidad de población era de 10,51 hab./km². De los 737 habitantes del Pueblo de Zía, el 0.14 % eran blancos, el 0 % eran afroamericanos, el 99.46 % eran amerindios, el 0 % eran asiáticos, el 0 % eran isleños del Pacífico, el 0 % eran de otras razas y el 0.41 % pertenecían a dos o más razas. Del total de la población el 2.04 % eran hispanos o latinos de cualquier raza.